# Nazionale maschile di calcio del Sudan del Sud
La nazionale di calcio del Sudan del Sud è la rappresentativa calcistica del Sudan del Sud ed è controllata dalla South Sudan Football Association. È nata nel 2011.
Nel ranking FIFA il miglior posizionamento del Sudan del Sud è il 138º posto dell'ottobre 2015, il peggiore il 201º posto dell'agosto 2013. Dal 20 luglio 2023 occupa la posizione numero 167.

## Storia
Il giorno successivo all'indipendenza della nazione (9 luglio 2011) fu organizzata una partita di calcio per festeggiare l'evento. Nonostante in un primo momento si fosse ipotizzato un incontro contro il Kenya, gli avversari per la prima partita della neonata nazionale furono i giocatori del Tusker FC, club appartenente alla massima serie keniota. Il match fu giocato al Juba Stadium ed il Sudan del Sud, dopo essere passato in vantaggio con una rete di Khamis Leyano, fu sconfitto per 3-1. Il 3 agosto dello stesso anno la nazionale disputò un'amichevole contro gli ugandesi del Villa Sports Club, pareggiando per 1 a 1.
Il 10 febbraio 2012 il Sudan del Sud divenne membro della CAF, mentre il 25 maggio 2012 divenne il 209° membro della FIFA. Non poté dunque prendere parte alla Coppa d'Africa 2013, né al Campionato delle Nazioni Africane 2014 o al campionato del mondo 2014.
Il 10 luglio 2012 la nazionale giocò la sua prima partita da membro FIFA, pareggiando per 2-2 contro l'Uganda.
Esordì nelle qualificazioni alla Coppa d'Africa in vista dell'edizione del 2015. Proprio nel secondo turno di queste eliminatorie, il 18 maggio 2014, nel match disputato a Maputo contro il Mozambico il Sudan del Sud perse per 5-0, registrando così la sua peggior sconfitta fino ad ora. In precedenza aveva superato il primo turno per il ritiro dell'Eritrea.
Il 5 settembre 2015 il Sudan del Sud ottenne la sua prima vittoria battendo la Guinea Equatoriale per 1-0 con gol di Atak Lual.
Il 28 marzo 2017 vinse per 6-0 a Giuba contro Gibuti in un match di qualificazione alla Coppa d'Africa 2019, rimontando la sconfitta per 2-0 subita all'andata in trasferta.

## Colori e divise
| Casa 2015 | Trasferta 2015 | Casa 2016 |  | Trasferta 2016 |  |

## Commissari tecnici
| Dates     | Name                     |
| --------- | ------------------------ |
| 2009–2011 | Stephen Constantine      |
| 2011–2012 | Malesh Soro              |
| 2012      | Ismail Balanga           |
| 2012–2013 | Zoran Đorđević           |
| 2013–2014 | Ismail Balanga           |
| 2014      | Salyi Lolaku Samuel      |
| 2014–2015 | Lee Sung-jea             |
| 2015–2016 | Leo Adraa                |
| 2016      | Joseph Malesh            |
| 2017      | Elya Wako                |
| 2017–2018 | Bilal Felix Komoyangi    |
| 2018      | Ahcene Aït-Abdelmalek    |
| 2018      | Ramsey Sebit (caretaker) |
| 2019–2021 | Cyprian Besong Ashu      |
| 2021-     | Stefano Cusin            |

## Record individuali

### Presenze
Dati aggiornati al 6 ottobre 2017.

I calciatori in grassetto sono ancora in attività con la nazionale.
| #  | Nome                 | Periodo   | Gol | Presenze |
| -- | -------------------- | --------- | --- | -------- |
| 1. | James Moga           | 2012-oggi | 6   | 18       |
| 2. | Atak Lual            | 2014-oggi | 3   | 15       |
| 3. | Dominic Abui Pretino | 2014-oggi | 3   | 18       |
| 4. | Sebit Bruno          | 2015-oggi | 3   | 10       |
| 5. | Khamis Leon          | 2012-oggi | 3   | 17       |
| 6. | Duku Wurube          | 2014-oggi | 2   | 5        |
| 7. | Athir Thomas         | 2012-oggi | 1   | 17       |

## Rosa attuale
I seguenti giocatori sono stati convocati per la partita contro l'Uganda del 12 novembre 2020.
| 1  | P | Ramadan John Mayik      | 17 marzo 2000     | 0  | 0 | Malakia            |  |  |
| 23 | P | Majak Mawith            | 18 settembre 1999 | 6  | 0 | Port Melbourne     |  |  |
|    |   |                         |                   |    |   |                    |  |  |
| 2  | D | Majok Bak Mathiang      |                   |    |   | Amarat United      |  |  |
| 3  | D | Tito Okello             | 2 maggio 1997     |    |   | Altona Magic       |  |  |
| 4  | D | Peter Maker             | 1º gennaio 1994   | 5  | 0 | Amarat United      |  |  |
| 14 | D | Rehan Angier            | 1º gennaio 2002   |    |   | Munuki             |  |  |
| 15 | D | John Kuol Chol          | 9 novembre 1999   | 7  | 0 | Kariobangi Sharks  |  |  |
| 17 | D | David Omot              | 28 ottobre 1998   |    |   | Alamal Atbara      |  |  |
| 29 | D | Mutwakil Yom            | 4 agosto 1992     | 3  | 0 | Atlabara           |  |  |
|    |   |                         |                   |    |   |                    |  |  |
| 6  | C | Dominic Angelo Kornelio | 14 aprile 2000    | 2  | 0 | Munuki             |  |  |
| 7  | C | Ivan Wani               | 12 dicembre 1998  |    |   | Busoga United      |  |  |
| 8  | C | Manyumow Achol          | 10 dicembre 1999  | 2  | 0 | Hawke's Bay United |  |  |
| 11 | C | Dominic Abui            | 1º gennaio 1991   |    |   | Al Khartoum        |  |  |
| 16 | C | Jackson Morgan          | 18 agosto 1998    | 4  | 0 | Stirling Lions     |  |  |
| 21 | C | Emmanuel Thomas Lumeri  | 16 maggio 1993    | 2  | 0 | Amarat United      |  |  |
| 24 | C | Saad Musa               | 6 agosto 1999     |    |   | Leopards           |  |  |
| 25 | C | Stephen Pawaar          | 7 gennaio 1993    | 3  | 0 | Munuki             |  |  |
|    |   |                         |                   |    |   |                    |  |  |
| 9  | A | Kenny Athiu             | 5 agosto 1992     | 6  | 0 | svincolato         |  |  |
| 10 | A | Tito Okello             | 7 gennaio 1997    | 0  | 0 | Gor Mahia          |  |  |
| 12 | A | Joseph Kuch Nyuar       | 24 settembre 1998 | 6  | 3 | Amarat United      |  |  |
| 19 | A | Aluck Akech             | 8 febbraio 1994   | 15 | 0 | Alamal Atbara      |  |  |
| 20 | A | Denis Yongule           | 3 giugno 1998     | 4  | 0 | Eastern Lions      |  |  |
| 22 | A | Makueth Wol             | 10 febbraio 2000  | 1  | 0 | Mbarara City       |  |  |

## Partecipazioni ai tornei internazionali

### Risultati in Coppa del Mondo
- 2014 - Non partecipante
- 2018 - Non qualificata
- 2022 - Non qualificata

### Risultati in Coppa d'Africa
- 2012 - Non partecipante
- 2013 - Non partecipante
- 2015 - Non qualificata
- 2017 - Non qualificata
- 2019 - Non qualificata
- 2021 - Non qualificata
- 2023 - Non qualificata
- 2025 - Non qualificata